# 格雷戈爾·皮亞季戈爾斯基
格里戈里·帕夫洛维奇·皮亚季戈尔斯基（羅馬化：Grigoriy Pavlovich Pyatigorskiy），俄羅斯裔美國大提琴家。

## 生平
畢亞第高斯基出生於葉卡捷琳諾斯拉夫（烏克蘭第聶伯羅彼得羅夫斯克）一個猶太人家庭。父親教授畢亞第高斯基小提琴和鋼琴。之後他決心成為一名大提琴家。
畢亞第高斯基之後贏得莫斯科音樂學院的獎學金，與阿爾弗雷德·馮·格萊恩（Alfred von Glehn）、阿納托利·布蘭杜科夫（Anatoliy Brandukov）以及古比里奧夫（Gubariov）一起學習。
當俄羅斯革命發生時他正好13歲。不久之後，他開始在列寧四重奏中演奏。在15歲時，他被聘為莫斯科大劇院大提琴家。
蘇聯當局（特別是阿纳托利·卢那察尔斯基）不允許畢亞第高斯基出國學習，所以他和一群藝術家藉著火車前往波蘭。當邊防警衛隊開槍射擊時，其中一名女高音抓住畢亞第高斯基和他的大提琴，大提琴因此受損。
18歲時，畢亞第高斯基在柏林和萊比錫學習，與雨果·貝克爾和朱利葉斯·克倫格爾（Julius Klengel）在俄羅斯咖啡館里工作。
1929年，他第一次訪問美國，與利奥波德·斯托科夫斯基費城管弦樂團以及威廉·蒙格爾伯格（Willem Mengelberg）的紐約愛樂樂團合作。1937年1月，他在密歇根州安娜堡與法國富有銀行家Édouard Alphonse James de Rothschild的女兒Jacqueline de Rothschild結婚。第二次世界大戰納粹佔領法國之後，畢亞第高斯基全家回到美國。
從1941年到1949年，畢亞第高斯基擔任費城柯蒂斯音樂學院大提琴系主任，他還在波士頓大學和南加州大學教書。
畢亞第高斯基與鋼琴家阿图尔·鲁宾斯坦、中提琴家威廉·普林羅斯和小提琴家海飛茲合作室內樂，被稱為“百萬三重奏”。
他與雅沙·海飛茲、Leonard Pennario、弗拉基米爾·薩莫伊洛維奇·霍羅威茨、内森·米尔斯坦演奏室內樂。
1965年，畢亞第高斯基自傳《Cellist》出版。
1976年，畢亞第高斯基在加利福尼亞州洛杉磯的家中去世，葬於西木村紀念公園墓地。

## 外部連接
- Biography （页面存档备份，存于） at cello.org
- 格雷戈爾·皮亞季戈爾斯基在互联网电影资料库（IMDb）上的資料（英文）